# Papua Ny Guineas flag
Papua Ny Guineas flag blev officielt taget i brug den 1. juli 1971, fire år før landet fik selvstændighed. Flaget er designet af Susan Karike, som kun var 15 år gammel, da hun dette år vandt en konkurrence om at designe et nyt nationalflag.
Farverne rød og sort har længe været de traditionelle farver for mange stammer i Papua Ny Guinea. Farvekombinationen sort-hvid-rød var farverne på det tyske kejserriges flag, som havde koloniseret Ny Guinea før 1918. På flagets højre side ses en paradisfugl, som også findes på landets våbenskjold. De fem hvide stjerner på venstre side symboliserer stjernebilledet sydkorset, som skal afspejle, at det er et land på den sydlige halvkugle.